# Iglesia de Santa Teresa (Altamura)
La iglesia de Santa Teresa es una iglesia de rito cristiano católico, ubicada en la ciudad italiana de Altamura. Fue construida en 1712 por los reformados Carmelitas Descalzos, también conocidos como los Padres Teresianos. Hoy la iglesia barroca aparece con una cúpula y en su interior se encuentran altares de mármol del siglo XVIII así como el discreto claustro de los Padres Teresiani.